# أدريان تاكر (لاعب كريكت)
أدريان تاكر (19 سبتمبر 1969 بسيدني في أستراليا - ) (بالإنجليزية: Adrian Tucker)‏ هو لاعب كريكت أسترالي.

## وصلات خارجية
- أدريان تاكر على موقع إي آس بي آن كريك إنفو (الإنجليزية)